# Wallonische Sprache

Verbreitung und Dialekte des Wallonischen

Wallonisch ist eine zu den Oïl-Sprachen der galloromanischen Gruppe gehörende Regionalsprache, teilweise auch als Dialekt bezeichnet, die in Wallonien (dem französischsprachigen Teil Belgiens) und im Nordosten Frankreichs nahe der belgischen Grenze gesprochen wird. Allerdings umfasst das traditionelle Verbreitungsgebiet nur etwa 70 bis 75 Prozent der Region Wallonien; ansonsten werden andere Sprachen gesprochen: im Westen Picardisch, im Südosten Champenois und Lothringisch, die Oïl-Sprachen der Champagne und Lothringens sowie um Arlon Luxemburgisch und im äußersten Osten Ripuarisch und Moselfränkisch.
Wallonisch wird von manchen als eigenständige Sprache, von manchen als ein französischer Regiolekt betrachtet. Es unterscheidet sich jedoch stark vom Standardfranzösischen und ist diejenige der galloromanischen Oïl-Sprachen, in der sich die meisten niederfränkischen und niederländischen Spracheinflüsse erhalten haben.
Im Mittelalter und in der frühen Neuzeit wurde das Wallonische auch in schriftlicher Form verwendet, jedoch ist es in dieser Funktion seither vollständig vom Französischen verdrängt worden. In jüngerer Zeit hat sich wieder eine wallonische Literatur entwickelt, als Amtssprache wird weiterhin ausschließlich das Französische verwendet, das heute alle Sprecher des Wallonischen beherrschen.
Im Jahre 1908 betrug die Anzahl der Sprecher des Wallonischen gut zwei Millionen Menschen, heute wird sie auf etwa 1,2 Millionen geschätzt.

## Sprachbeispiel
Nachfolgend der erste Artikel der allgemeinen Erklärung der Menschenrechte der Vereinten Nationen in wallonischer, französischer und deutscher Sprache.
- Wallonisch: Tos lès-omes vinèt-st-å monde lîbes, èt so-l’minme pîd po çou qu’ènn’èst d’leu dignité èt d’leus dreûts. I n’sont nin foû rêzon èt-z-ont-i leû consyince po zèls, çou qu’èlzès deût miner a s’kidûre onk’ po l’ôte tot come dès frés.
- Französisch: Tous les êtres humains naissent libres et égaux en dignité et en droits. Ils sont doués de raison et de conscience et doivent agir les uns envers les autres dans un esprit de fraternité.
- Deutsch: Alle Menschen sind frei und gleich an Würde und Rechten geboren. Sie sind mit Vernunft und Gewissen begabt und sollen einander im Geiste der Brüderlichkeit begegnen.